# Luisa Clara de Portugal

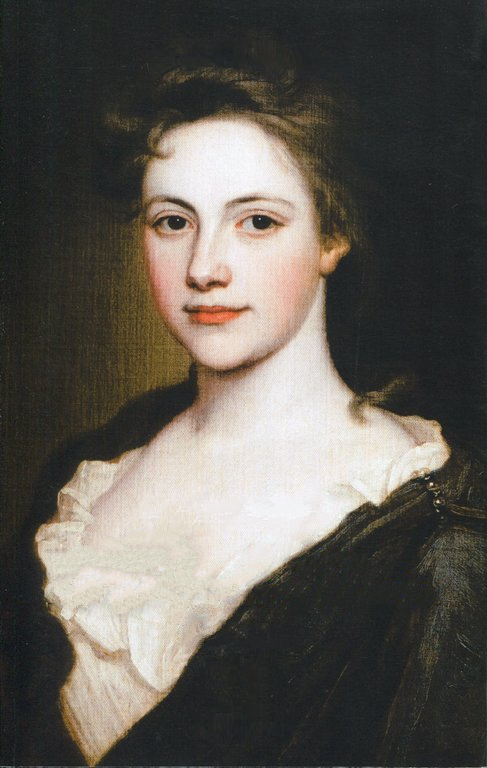
La Flor da Murta, en un retrato de Pierre-Antoine Quillard, c. 1726-1733

Luísa Clara de Portugal (Lisboa, 21 de agosto de 1702-f. 31 de agosto de 1779) fue una de las varias amantes de Juan V de Portugal (1689-1750).
Hija de Bernardo de Vasconcelos e Sousa y Maria Madalena de Portugal. Era conocida como la Flor da Murta. 
Estando ya casada con Jorge Francisco de Menezes y siendo madre de tres hijos (Antonio, José y Bernardo Francisco de Menezes), comenzó su relación amorosa con el rey, con quien tuvo una hija, Maria Rita Gertrudes de Portugal (1731-1808), que terminó de monja en el Convento de Santos-o-Novo.
Tras su relación con el rey, mantuvo un romance con el I Duque de Lafões, con quien también tuvo una hija, Ana de Braganza.
Era propietaria de la Quinta de Terrugem, en Oeiras, y de la residencia de los Menezes, en Lisboa, que luego pasó a ser conocida como el Palácio da Flor da Murta.
La historia de su relación con Juan V inspiró dos romances de Rocha Martins: las novelas Doña Flor da Murta (1928) y Flor da Murta (1939). También pudo haber sido el tema de la canción Flor da Murta, compuesta en el siglo XVIII.